# コンタジェン
コンタジェン（Contagem）は、ブラジルのミナスジェライス州の都市である。州都のベロオリゾンテの20km西に位置し都市圏の一部を成している。都市鉄道メトロ・デ・ベロオリゾンテが市内に乗り入れている。

## 著名出身者
- ジルソン・ベルナルド - バレーボール選手
- アルレネ・シャビエル - バレーボール選手
- ジョナタン・ヘイス - サッカー選手
- ブレーノ・セザル - サッカー選手
- チッキーニョ - サッカー選手
- グライジソン・マルセリーノ・フレイリ - サッカー選手